# Großsteingrab Hjortegårdene 2
Das Großsteingrab Hjortegårdene 2 ist eine megalithische Grabanlage der jungsteinzeitlichen Nordgruppe der Trichterbecherkultur im Kirchspiel Draaby in der dänischen Kommune Frederikssund.

## Lage
Das Grab befindet sich in Hjortegårde, unmittelbar nördlich des heutigen Hauses Glentevej 8. In der näheren Umgebung gibt bzw. gab es zahlreiche weitere megalithische Grabanlagen.

## Forschungsgeschichte
In den Jahren 1873 und 1942 führten Mitarbeiter des Dänischen Nationalmuseums Dokumentationen der Fundstelle durch. 1882 wurden Zeichnungen des Grabes angefertigt. Eine weitere Dokumentation erfolgte 1982 durch Mitarbeiter der Forst- und Naturbehörde.

## Beschreibung
Die Anlage besitzt eine nordost-südwestlich orientierte ovale Hügelschüttung mit einer Länge von 18 m, einer Breite von 12 m und einer Höhe von 2 m (im Bericht von 1982 wird der Hügel als trapezförmig beschrieben). Von der Umfassung wurden 1882 zwei Steine an der Südostseite des Hügels festgestellt.
Der Hügel enthält wohl zwei Grabkammern. Die erste liegt am nordwestlichen Ende des Hügels und ist wohl als Ganggrab anzusprechen (Klaus Ebbesen klassifiziert sie als Ganggrab oder Großdolmen). Sie hat eine Länge von etwa 4 m. Zur genauen Orientierung liegen keine Angaben vor. Von der Kammer sind nur drei Decksteine erkennbar. Der Kammer ist ein nordwest-südöstlich orientierter Gang vorgelagert, von dem ein Deckstein erkennbar ist.
Zur zweiten Kammer liegen keine näheren Angaben vor. Die Decksteine scheinen entfernt worden zu sein. Möglicherweise handelt es sich um ein weiteres Ganggrab (oder einen Großdolmen).